# Bomolocha albisignalis
Bomolocha albisignalis är en fjärilsart som beskrevs av Philipp Christoph Zeller 1872. Bomolocha albisignalis ingår i släktet Bomolocha och familjen nattflyn. Inga underarter finns listade i Catalogue of Life.